# Hans Fischer (Politiker, 1929)
Hans Fischer (* 1929 in Stolberg; † 15. Juli 2007 ebenda) war ein deutscher Kommunalpolitiker (SPD) und ehrenamtlicher Bürgermeister der Stadt Stolberg.

## Leben und Karriere
Fischer wurde im Stadtteil Münsterbusch geboren. Seinen Schulabschluss machte er 1943 in Langbroich-Schierhof. Danach begann er seine berufliche Laufbahn bei der Deutschen Bundespost. Nach dem Tode seines Vaters übernahm der damals 16-Jährige die Verantwortung für seine Familie. 1966 gründete der inzwischen Bahnpostbedienstete mit einigen Mitstreitern den Karnevalsverein „Öcher Posteljonge“. Hier war er 23 Jahre lang deren „Generalpostmeister“.
1985 trat Hans Fischer in die SPD ein. 1989 bis 2004 gehörte er dem Stadtrat an. 1994 wurde er zum Bürgermeister der Stadt Stolberg gewählt, ein Amt, das er bis 1997 innehatte. Hans Fischer war der letzte ehrenamtliche Bürgermeister der Stadt. Bis zu seinem Ausscheiden aus dem Rat war er als ehrenamtlicher stellvertretender Bürgermeister tätig.
Hans Fischer starb an einem Krebsleiden. Er hinterließ Frau und ein Kind.

## Weblink
- Porträt Hans Fischer zum 75. Geburtstag

| Personendaten    | Personendaten                                               |
| ---------------- | ----------------------------------------------------------- |
| NAME             | Fischer, Hans                                               |
| KURZBESCHREIBUNG | deutscher Politiker (SPD), Bürgermeister der Stadt Stolberg |
| GEBURTSDATUM     | 1929                                                        |
| GEBURTSORT       | Stolberg (Rheinland)                                        |
| STERBEDATUM      | 15. Juli 2007                                               |
| STERBEORT        | Stolberg (Rheinland)                                        |